# Saint Pierre (Le Greco)
Pour les articles homonymes, voir Saint Pierre.
Saint Pierre est un tableau du Greco de 1608, réalisé durant sa dernière période tolédane ; il est conservé en Espagne au monastère de l'Escurial (communauté de Madrid). Il mesure 207 × 108 cm.

## Description
L'apôtre Pierre est figuré en pied en haut d'une montagne portant les clefs de l'Église conférées par Jésus (Matthieu 16: 18-19). 
On remarque la disproportion de la tête par rapport au corps du saint très allongée, comme cela est habituel dans l'œuvre du maître tolédan. Le corps de l'apôtre est dissimulé par l'ample manteau jaune, donnant une impression imposante. L'effet tourmenté du ciel imprègne cette œuvre de mysticisme.
Ce tableau a été acheté par Philippe IV, suivant les conseils de Vélasquez.